# 凯内兹·海考·埃泰尔卡
凯内兹·海考·埃泰尔卡（匈牙利語：Kenéz Heka Etelka，1936年10月26日—），匈牙利作家, 女歌手。

## 生平
海考·埃泰尔卡1936年10月26日出生於南斯拉夫。1974年，她在維也納与匈牙利歌劇演唱家凯内兹·艾尔内结婚。

## 主要作品
- 《Kenéz Heka Etelka japán haiku stílusban írt költeményei》（凯内兹·海考·埃泰尔卡的俳句, 2005年 ）[1]
- 《Kenéz Heka Etelka novellái》（凯内兹·海考·埃泰尔卡的小說，2006年）
- 《Kína varázsa: kínai versek, írások》（中国魅力，2008年）